# Żełeznica
Żełeznica (maced. Железница) – wieś w północno-wschodniej Macedonii Północnej, w gminie Kratowo.